# Єлизавета (королева Румунії)
Єлизавета цу Від, повне ім'я Єлизавета-Пауліна-Оттілія-Луїза цу Від (нім. Elisabeth Pauline Ottilie Luise zu Wied; 29 грудня 1843, замок Монрепос біля Нойвіду на Рейні — 18 лютого 1916, Бухарест) — королева Румунії і письменниця. Писала німецькою і румунською мовами під псевдонімом Кармен Сільва

## Дитинство і юність
Єлизавета-Пауліна-Оттілія-Луїза цу Від народилася як перша дитина князя Вільгельма-Германа-Карла цу Від та принцеси Марії Нассауської, племінниця Адольфа І Люксембурзького і була в гостях у його замку Кенігштайн (в Таунісі) в 1885 році. Її домашнім вчителем в 1857—1860 роках був поліглот Георг Зауервайн, з яким вона листувалася все життя. В цей час вона обирає собі псевдонім Кармен Сільва. Вже як молода дівчинка вона писала невеличкі вірші. Інколи висловлювала бажання стати вчителькою, що не відповідало її соціальному стану. Її батьки підтримували її захоплення музикою настільки, що навіть Клара Шуман, яка давала концерт в замку її батьків, присвятила їй кілька годин навчання.

## Подальше життя

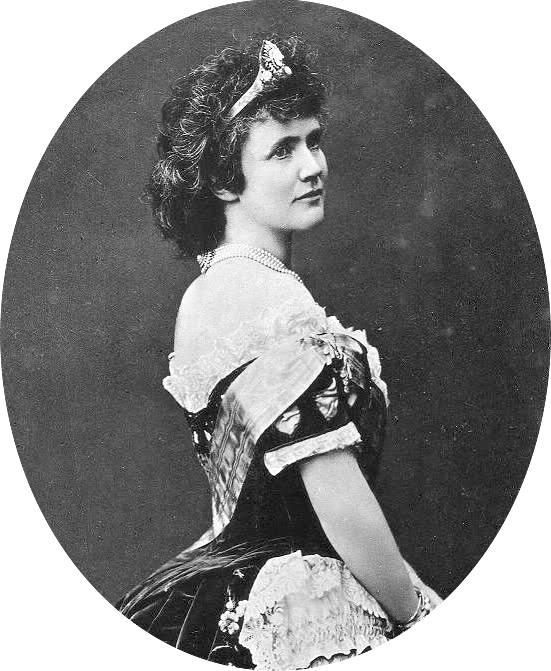
Королева Єлизавета в молодості

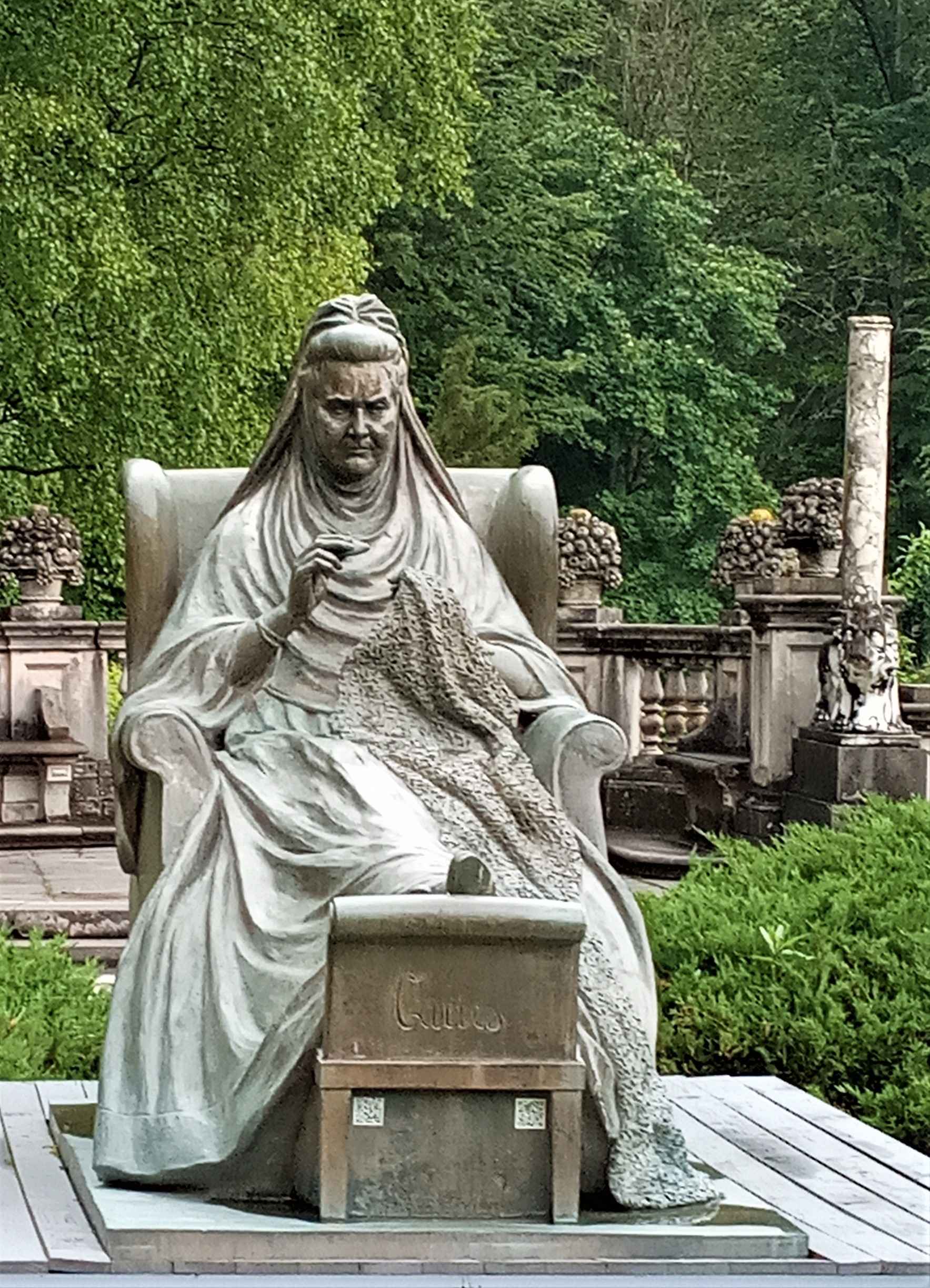
Скульптура Єлизавети роботи Оскара Шпете в замку Пелеш

У віці 25-ти років Єлизавета познайомилася при берлінському дворі з офіцером принцом Карлом Айтелем Фрідріхом Гогенцоллерн-Зігмарінгеном, майбутнім королем Румунії Каролем І і одружилася з ним у 1869 році. Подружжя мало спільну дочку Марію, яка померла у віці трьох років. Біль втрати не вгамували роки і він знайшов вираз у багатьох віршах Єлизавети.

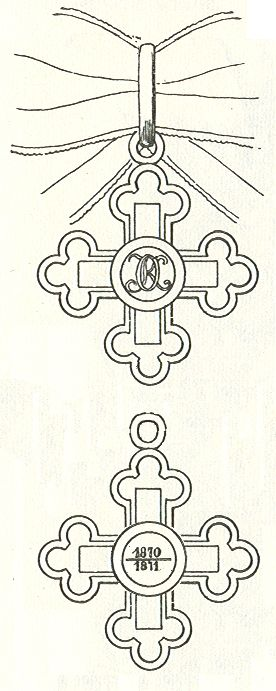
Орден Ольги

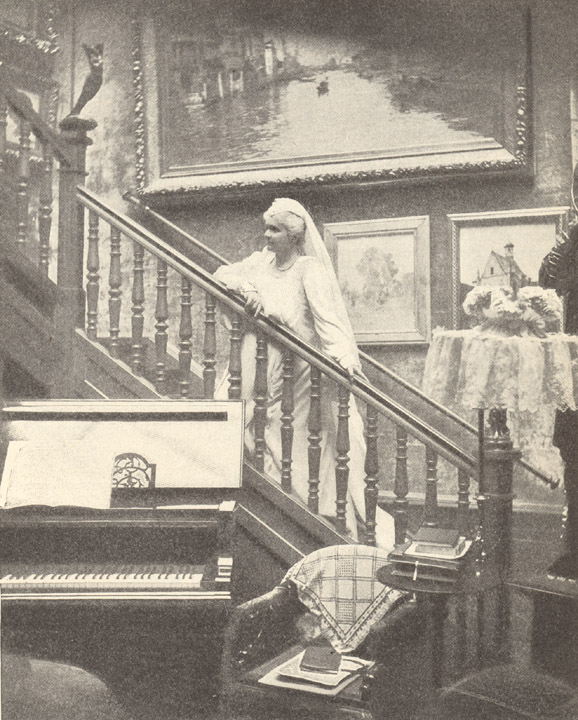
Єлизавета, королева Румунії. Бл. 1899 р.

Під час російсько-турецької війни (1877—1878) Єлизавета посвятила себе турботам про поранених і її чоловік заснував «хрест Єлизавети» (золотий хрест на синій стрічці) за відзнаку успіхів у подібних допомогових починаннях. У 1880 р. вона сама була нагороджена вюртемберзьким орденом Ольги. У 1866 р. Єлизавета з чоловіком прибула до Румунії, де він вже у 1881 р. був коронований на короля. Вона вже перед тим почала віршувати і скоро стала відома серед румунів під псевдонімом Кармен Сільва як «королева-поетеса».

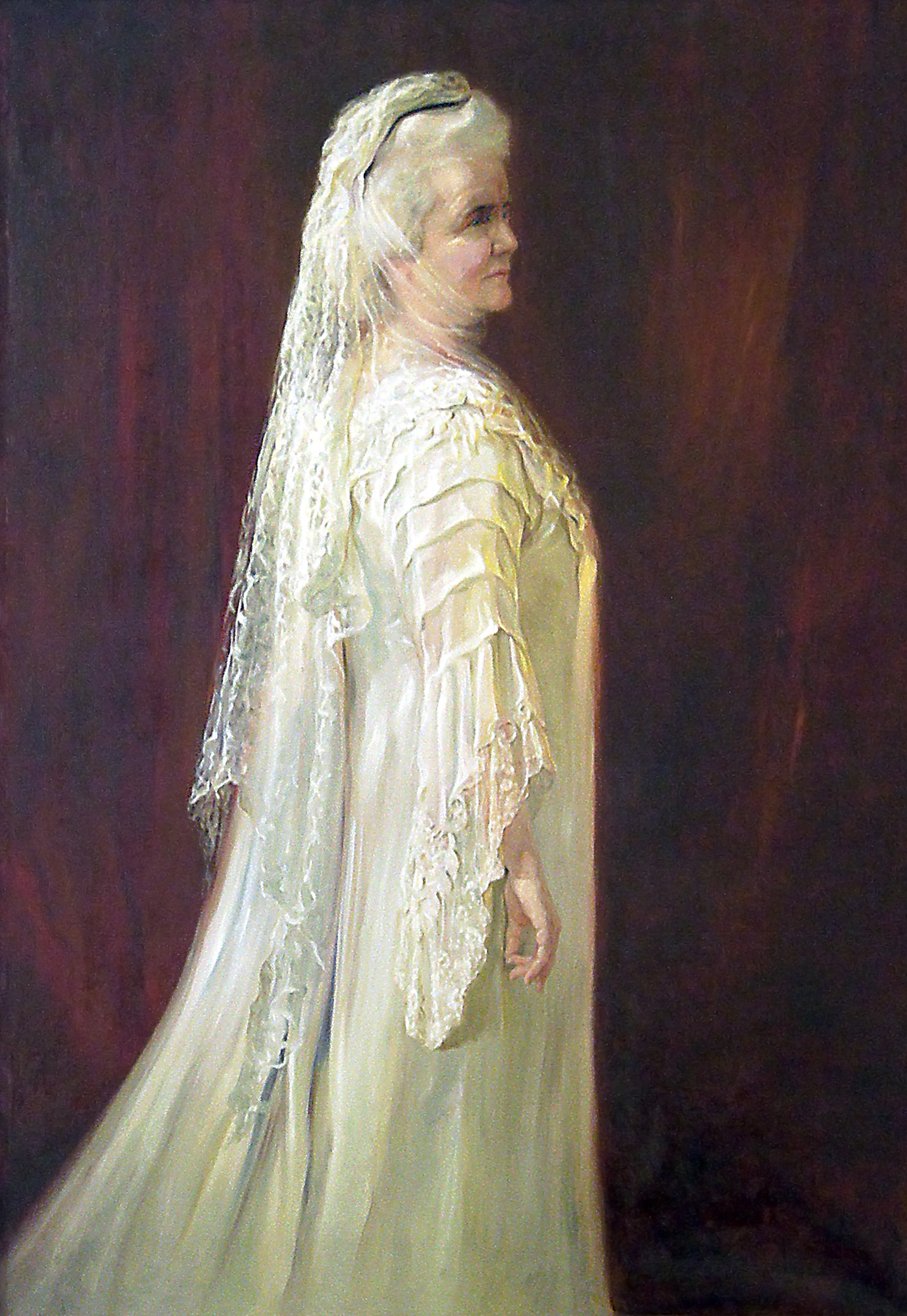
Єлизавета, королева Румунії

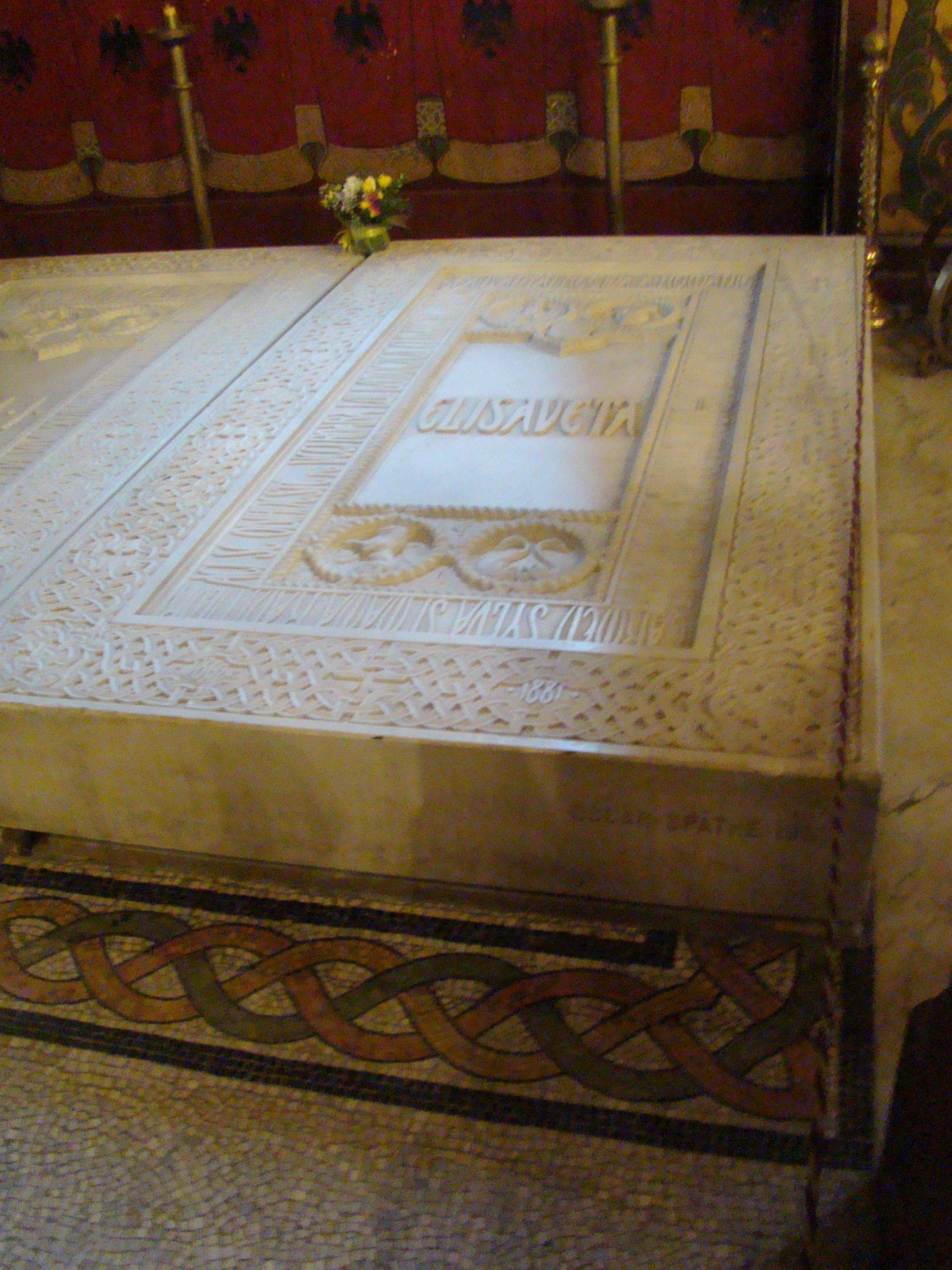
Гробівець Єлизавети, королеви Румунії у Куртя-де-Арджеш

Разом з власними творами, такими як вірші, оповідання, казки і романи, вона також публікувала свої переклади з французької і румунської на німецьку (див. Букура Думбрава). 28-го серпня 1910 р. у Вісбадені відбувся її бенефіс, на якому виконувалися її пісні, серед яких були дві на власні вірші, присвячені Гете і Айхендорфу.
У Бухаресті вона скоро познайомилася з Мітою Кремніц і ввела її до королівського двору. Разом вони писали трагедії і романи, дитячі книжки, з яких найбільше були відомі казки про Пелеша. В них йшлося про таємничі міфи румунського народу. В 1885 р. в домі Кремніц Кармен Сільва познайомилася з письменником Бруно Вілле (Bruno Wille). Разом з Кремніц вона створила під псевдонімом «Dito und Idem» багато творів, серед яких трагедія про Анну Болейн. При публікації своїх книжок Кармен Сільва приділяла велику увагу їхньому зовнішньому вигляду. Літературна критика оцінювала їх в цілому дуже стримано. Одна збірка її віршів була відзначена французькою академією.
З 1884 р. Єлизавета піддтримувала дружбу з імператрицею Австро-Угорщини Єлизаветою. Вона відвідала у 1888 р. Вестерлянд, приймала ванни у Північному морі, щоб «гідно виглядати» у аристократичних колах. У 1891 р. Кармен Сільва дістала нервову хворобу, яка примусила її до довготривалого лікування у Пельї, Італія. Там вона познайомилася з композитором Фрідріхом Августом Бунгертом, з яким вона до кінця життя залишалася у творчому контакті. Бунгерт написав музику до її численних віршів. Восени 1894 року вона повернулася до Бухаресту. Її повернення збіглося з річницею весілля і це дало привід влаштувати свято на цілу Румунію.
Як румунська королева Єлизавета була соціально і культурно активною і своїми перекладами з румунської намагалася ліпше зрозуміти цю країну. Вона засновувала школи і лікарні, особливо підтримувала заснування жіночих навчальних закладів. Вона вдихнула нове життя у ремісничі училища, в яких викладалося всесвітньо відоме мистецтво румунської вишивки. Вона сама при будь-якій нагоді з'являлася в розкішному румунському народному одязі, запросила до королівського двору мисткиню Дору Гітц (Dora Hitz), яка там залишалася до 1882 р. Дора Гітц оформлювала книжки для королеви і створила на її замовлення і на основі її віршів стінний розпис у Замку Пелеш біля Сінаї у Карпатах.
Єлизавета цу Від похована в Куртя-де-Арджеш (Румунія). У міжвоєнний період на її честь курорт на березі Чорного моря був названий Кармен Сільва.

## Вибрані твори
| - Sappho. Versepos, 1880 — «Сапфо» - Hammerstein. Versepos, 1880 — «Гаммерштай». Епічна поема. - Stürme. Versepen, 1880 — «Шторми» - Leidens Erdengang. Ein Märchen-Kreis. 1882 — «Земне коло страждань. Казкове коло» - Jehovah. Versepos, 1882 — «Єгова» - Aus Carmen Sylva's Königreich — «З королівства Кармен Сільви» - Band 1: Pelesch-Märchen. 1883 — ТОм 1. Казки Пелеша. - Band 2: Durch die Jahrhunderte. 1885 — Том2. «Через століття» - Meine Ruh'. Gedichte, 1884 — «Мій спокій». Вірші. - Handzeichnungen. Erzählungen und Skizzen, 1884 — «Знаки руки». Оповідання і нариси. - Mein Rhein. Gedichte, 1884 — «Мій Рейн». - Mein Buch. 1886 -«Моя книга». - Deficit. Roman, 1890 — «Дефіцит». Роман. | - Frauenmuth. Theaterstücke, 1890 — «Жіноча мужність». П'єса. - Handwerkerlieder. Gedichte, 1890 — «Пісні ремісника». Вірші. - Vom Amboß. Aphorismen, 1890 — «З ковадла». Афоризми. - Heimath. Gedichte, 1891 — «Батьківщина» - Meerlieder. Gedichte, 1891 — «Морські пісні» - Weihnachtskerzchen von Pallanza. Gedichte, 1891 — «Різдвяна свічка від Паланзи» - Meister Manole. Drama, 1892 — «Майстер Манолій» - Um ein paar Stiefelchen. Drama, 1893 — «За пару чобітків» - Monsieur Hampelmann. Kinderbuch, 1898 — «Мосьє Ампельман» - Thau. Gedichte, 1900 — «Роса». Вірші. - Geflüsterte Worte. Essays und Lyrik, 5 Bände, 1903—1920 — «Прошептані слова». Есеї і лірика. 5 томів. - Mein Penatenwinkel. Lebenserinnerungen, 1908 — «Мій куточок пенатів». - Aus dem Leben. Erzählungen. 1912 — «З життя». |

### Твори у свіавторстві з Мітою Кремніц
- Aus zwei Welten. Briefroman, 1884 — «З двох світів». Роман у листах.
- Astra. Briefroman, 1886 — «Астра». Роман у листах.
- Anna Boleyn. Historisches Trauerspiel, 1886 — «Анна Болейн». Історична трагедія.
- Feldpost. Briefroman, 1887 — «Польова пошта». Роман у листах.
- In der Irre. Novellen, 1888 — «У помилці»
- Rache und andere Novellen. Novellen, 1888 — «Помста та інші новели»

### Переклади
- Rumänische Dichtungen. 1881 — «Румунські вірші»
- Pierre Loti: Islandfischer. 1885 — П'єр Лоті. «Ісландський рибалка».
- Paul de Saint-Victor: Die beiden Masken. 1899—1900 — Поль де Сен-Віктор: «Дві маски»|}